# Coccygidium brasiliense
Coccygidium brasiliense är en stekelart som först beskrevs av Szepligeti 1902.  Coccygidium brasiliense ingår i släktet Coccygidium och familjen bracksteklar. Inga underarter finns listade i Catalogue of Life.